# Grignasco

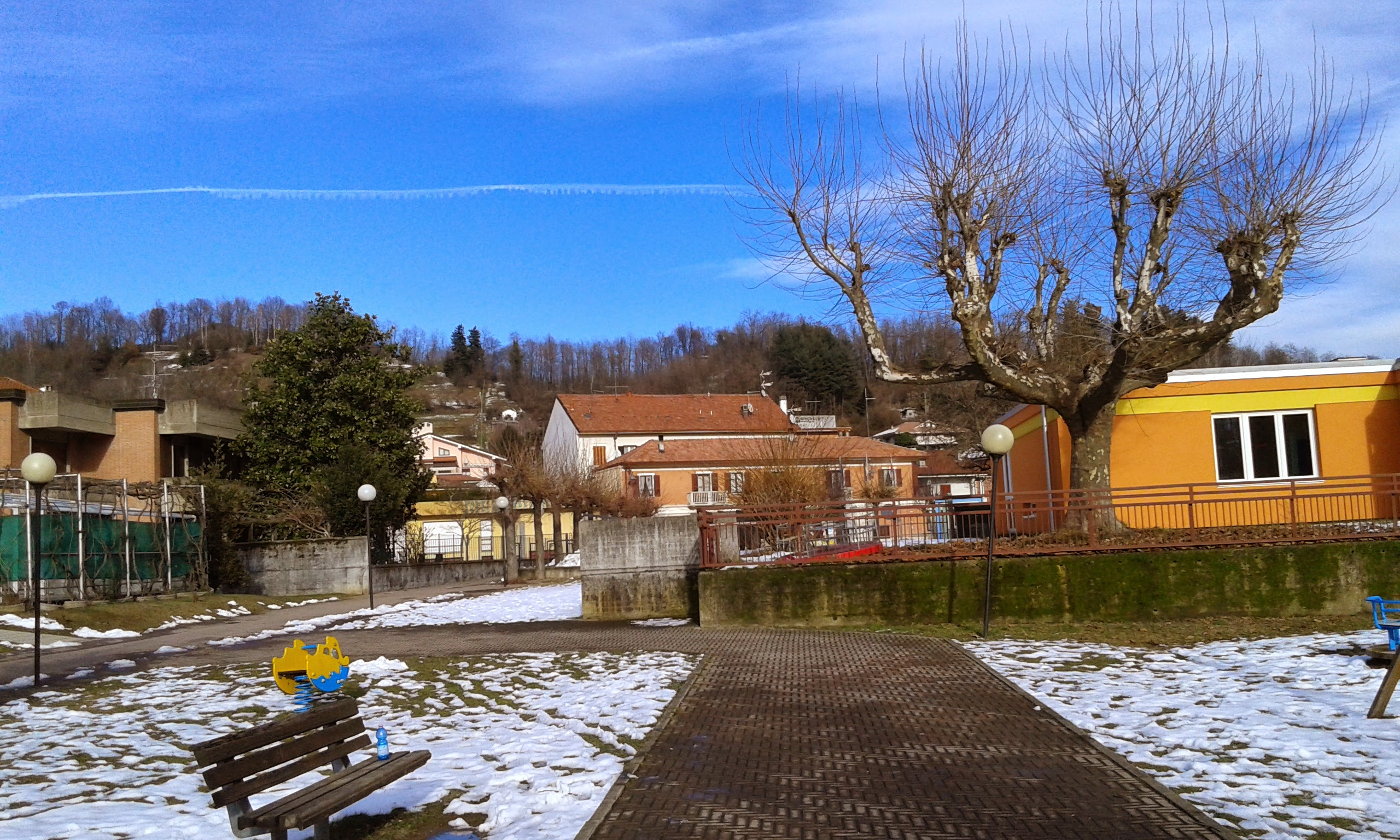

Grignasco is een gemeente in de Italiaanse provincie Novara (regio Piëmont) en telt 4803 inwoners (31-12-2004). De oppervlakte bedraagt 14,6 km², de bevolkingsdichtheid is 329 inwoners per km².
De volgende frazioni maken deel uit van de gemeente: Ara, Bertolotto, Bovagliano, Ca' Marietta, Carola, Garodino, Pianaccia, Torchio, Sagliaschi, Isella.

## Demografie
Grignasco telt ongeveer 2089 huishoudens. Het aantal inwoners daalde in de periode 1991-2001 met 0,4% volgens cijfers uit de tienjaarlijkse volkstellingen van ISTAT.
| Jaar | Inwoneraantal |
| ---- | ------------- |
| 1991 | 4724          |
| 2001 | 4704          |

## Geografie
De gemeente ligt op ongeveer 322 m boven zeeniveau.
Grignasco grenst aan de volgende gemeenten: Boca, Borgosesia (VC), Prato Sesia, Serravalle Sesia (VC), Valduggia (VC).